# الخطوط الجوية المتحدة الرحلة 629
تعرضت طائرة ركاب للانفجار بقنلة ديناميت تم زرعها في مقصورة الشحن، وذلك في الواحد من نوفمبر 1955م. حدث الانفجار فوق «لونج مونت» في كولورادو في الساعة السابعة وثلاث دقائق مساءً بالتوقيت المحلي بينما كانت الطائرة في طريقها من «دينفر» في كولورادو إلى «بورت لاند» في أوريجون و«سياتل» في واشنطن. نتج عن ذلك مقتل 39 راكبًا وخمسة من طاقم الطائرة في الانفجار والتحطم.
أصر المحققون على أن جاك جيلبرت جراهام هو المسؤول عن تفجير الطائرة ليقتل والدته انتقامًا للطفولته البائسة وليحصل على بوليصة التأمين الضخمة. بعد الانفجار بخمسة عشر شهرًا، كان جراهام صاحب السوابق الكثيرة قد أرهق تمامًا وتم إدانته وإعدامه.

## الضحايا
قتِل كل من كان على متن الطائرة من ركاب وطاقم، بلغ العدد 44 شخصًا. تراوحت أعمارهم بين 13 شهرًا و81 عامًا.